# Wie schön leuchtet der Morgenstern

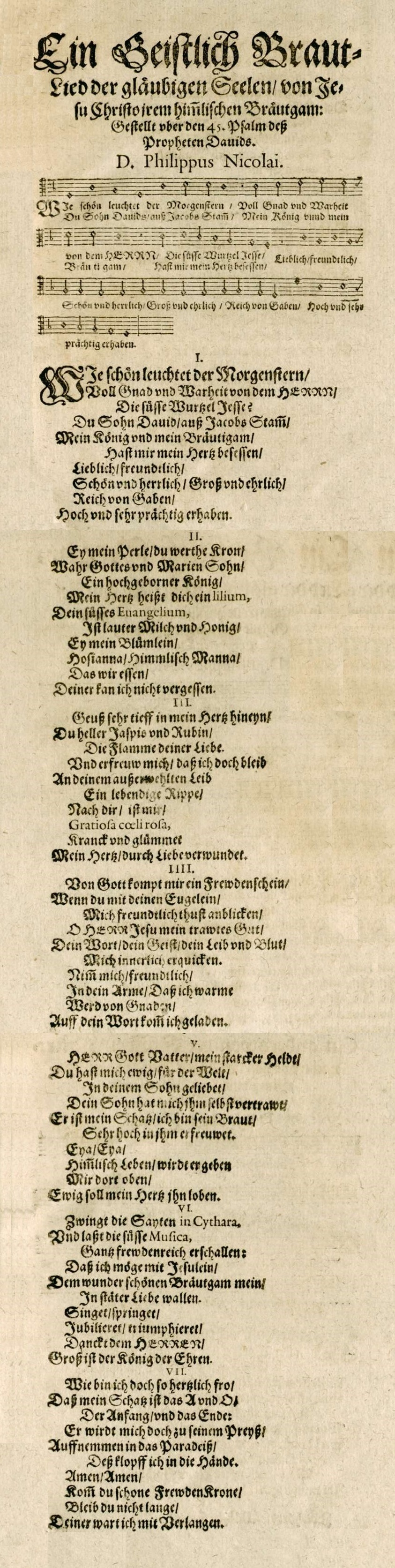
„Wie schön leuchtet der Morgenstern“, Erstausgabe, 1599

Wie schön leuchtet der Morgenstern (auch Wie schön leucht’ uns der Morgenstern) ist ein Choral von Philipp Nicolai aus dem Jahre 1597. Nicolai verfasste Text und Melodie.

## Form
Das Strophenschema ist eine originale Schöpfung Nicolais. Die Strophen gliedern sich in zwei mal zwei Achtsilber, gefolgt von einem Siebensilber, denen aufsteigend zwei Zweisilber, drei Viersilber und ein abschließender Achtsilber folgen. Spätere Interpreten haben mehrfach darauf hingewiesen, dass die Strophen im zentrierten Drucksatz das Bild eines Kelches ergeben, was als Sinnbild der Abendmahlsmotivik der vierten Strophe verstanden werden kann. Der Erstdruck verwendet diese Druckform jedoch nicht, so dass nicht sicher ist, ob dieser Effekt von Nicolai beabsichtigt war. Die Strophenanfangsbuchstaben bilden das gleiche Akrostichon  wie der volle Name von Nicolais Zögling Wilhelm Ernst Graf und Herr zu Waldeck: 1) Wie schön, 2) Ey meine Perl … 6) Zwingt die Saiten, 7) Wie bin ich.
Die Strophen sind nach einem konsequenten Schema geformt: Auf die Darstellung eines bestimmten Bildes in den jeweils ersten sechs Zeilen jeder Strophe folgt in zunächst sehr kurzen, dann sich steigernden Reimen ein Echo, das von einem hymnischen Satz abgeschlossen wird.

## Inhalt
Basierend auf Ps 45 , dem Hohen Lied und anderen biblischen Bildern, ist der Choral als mystisches Brautlied konzipiert. Der Morgenstern als Bild für Jesus begegnet in Offb 22,16 : Ich, Jesus, habe gesandt meinen Engel, solches zu bezeugen an die Gemeinden. Ich bin die Wurzel des Geschlechts David, der helle Morgenstern.
Der Choral entfaltet die liebende Zuwendung zum Christus-Bräutigam, der „Krone“ (diese bildet mit Str. 2 + 7 den Rahmen des Folgenden) der Apokalypse in einer körperlichen Frömmigkeit (hast mir mein hertz besessen, Str. 1). Dieser wird als Milch und Honig …himmlisch Manna einverleibt (Str. 2), ergießt sich ins liebeswunde Herz (Str. 3) und stellt den vollständigen Leib dar, dem das lyrische Ich (der Gläubige) als „Rippe“ anzugehören strebt (Str. 3). Der Herr wirft seinen erleuchtenden freundlichen Blick auf den Menschen, der ihn wiederum in Wort und Sakrament (dein Leib und Blut) aufzunehmen strebt (Str. 4). Die Lobesfreude über die bräutliche Vereinigung (Str. 5) mündet in die Musik, die sich in Saitenspiel, Gesang, Tanz und triumphalem Jubel artikuliert (Str. 6), und findet im Ausblick auf die endzeitliche Vollendung (Offb 22,20 , Str. 7) ihren Abschluss.

## Text
Philipp Nicolai

  Wie schön leuchtet der Morgenstern /

Voll Gnad vnd Warheit von dem HERRN /

    Die süsse Wurtzel Jesse?

  Du Sohn Dauid / auß Jacobs Stamm /

Mein König vnd mein Bräutigam /

    Hast mir mein Hertz besessen /

  Lieblich /

  freundtlich /

  Schön vnd herrlich /

  Groß vnd ehrlich /

  Reich von Gaben /

Hoch vnd sehr prächtig erhaben.

II.

  Ey mein Perle / du werthe Kron /

Wahr Gottes vnd Marien Sohn /

    Ein hochgeborner König /

  Mein Hertz heißt dich ein lilium,

Dein süsses Euangelium,

    Jst lauter Milch vnd Honig /

  Ey mein

  Blümlein /

  Hosianna /

  Himmlisch Manna /

  Das wir essen /

Deiner kan ich nicht vergessen.

III.

  Geuß sehr tieff in mein Hertz hineyn /

Du heller Jaspis vnd Rubin /

    Die Flamme deiner Liebe.

  Vnd erfreuw mich / daß ich doch bleib

An deinem außerwehlten Leib

    Ein lebendige Rippe /

  Nach dir /

  ist mir /

  Gratiosa

  cœli rosa,

  Kranck vnd glümmet

Mein Hertz / durch Liebe verwundet.

IIII.

  Von Gott kompt mir ein Frewdenschein /

Wenn du mit deinen Eugelein /

    Mich freundtlich thust anblicken /

  O HERR Jesu mein trawtes Gut /

Dein Wort / dein Geist / dein Leib vnd Blut /

    Mich innerlich erquicken.

  Nimm mich /

  freundtlich /

  Jn dein Arme /

  Daß ich warme

  Werd von Gnaden /

Auff dein Wort komm ich geladen.

V.

  HERR Gott Vatter / mein starcker Heldt /

Du hast mich ewig / für der Welt /

    In deinem Sohn geliebet /

  Dein Sohn hat mich jhm selbst vertrawt /

Er ist mein Schatz / ich bin sein Braut /

    Sehr hoch in jhm erfreuwet.

  Eya /

  Eya /

  Himmlisch Leben /

  wirdt er geben

  Mir dort oben /

Ewig soll mein Hertz jhn loben.

VI.

  Zwingt die Sayten in Cythara.

Vnd laßt die süsse Musica,

    Gantz frewdenreich erschallen:

  Daß ich möge mit Jesulein /

Dem wunder schönen Bräutgam mein /

    In stäter Liebe wallen.

  Singet /

  springet /

  Jubilieret /

  triumphieret /

  Danckt dem HERREN /

Groß ist der König der Ehren.

VII.

  Wie bin ich doch so hertzlich fro /

Daß mein Schatz ist das A vnd O /

    Der Anfang / vnd das Ende:

  Er wirdt mich doch zu seinem Preyß /

Auffnemmen in das Paradeiß /

    Deß klopff ich in die Hände.

  Amen /

  Amen /

  Komm du schone

  FrewdenKrone /

  Bleib du nicht lange /

Deiner wart ich mit Verlangen.
Johann Adolf Schlegel, 1813

Wie herrlich stralt der Morgenstern!

O welch ein Glanz geht auf vom Herrn!

Wer sollte sein nicht achten?

Glanz Gottes, der die Nacht durchbricht,

du bringst in finstre Seelen Licht,

die nach der Wahrheit schmachten.

Dein Wort,

Jesus,

ist voll Klarheit,

führt zur Wahrheit

und zum Leben.

Wer kann dich genug erheben?

2.

Du, hier mein Trost und dort mein Lohn,

Sohn Gottes, und des Menschen Sohn,

des Himmels großer König,

von ganzem Herzen preis’ ich dich.

Hab’ ich dein Heil, so rühret mich

das Glück der Erde wenig.

Zu dir

komm ich.

Wahrlich keiner

tröstet deiner

sich vergebens,

wenn er dich sucht, Herr des Lebens.

3.

Durch dich nur kann ich selig seyn.

Geuß tief in meine Seel hinein

die Flamme deiner Liebe!

Wer wär’ ich, wenn in Heiligkeit

ich nicht der Prüfung kurze Zeit

dir treu, Versöhner, bliebe?

Ach! dich

lieben

hilf mir Schwachen!

Hilf mir wachen,

kämpfen, ringen,

stark in dir zu Gott mich schwingen!

4.

Von Gott stralt mir ein Freudenlicht,

die Hoffnung, daß dein Angesicht

ich einstens soll erblicken.

O süßer Blick in jene Ruh’,

voll wunderbaren Heils bist du,

voll Wonne, voll Entzücken!

Tröste

du mich

Seligmacher

daß ich Schwacher

auf der Erde

Himmelsfreuden inne werde.

5.

O du, der schuf und der erhält!

Du hast mich ewig vor der Welt

in deinem Sohn geliebet.

Dein Sohn hat mich mit dir ver↲ eint,

er ist mein Bruder und mein Freund,

hat bis zum Tod geliebet.

Preis dir,

Vater!

Ach ich falle

nieder, lalle

Dank im Staube,

weiß, und fühl an wen ich glaube.

6.

Ihm, welcher Tod und Grab bezwang,

ihm müsse froher Lobgesang

mit jedem Tag erschallen,

dem Lamme, das erwürget ist,

dem Freunde, der uns nie vergißt,

zum Ruhm und Wohlgefallen.

Tönet,

tönet,

Jubellieder,

schallet wieder,

daß die Erde

voll von seinem Lobe werde!

7.

Wie freu’ ich dein mich, Jesu Christ,

daß du der Erst’ und Letzte bist,

der Anfang und das Ende!

Einst, wenn er dich im Tode preist,

und jetzt, befehl’ ich meinen Geist,

Herr, Herr, in deine Hände!

Ewig

werd’ ich

Herr, dich loben,

einst erhoben

zu dem Leben,

das mir deine Huld wird geben.
Albert Knapp, 1832

Wie schön leucht’t uns der Morgenstern,

Voll Gnad’ und Wahrheit von dem Herrn

Uns herrlich aufgegangen!

O guter Hirte, Davids Sohn,

Mein König auf dem Himmelsthron,

Du hast mein Herz umfangen:

Lieblich,

Freundlich,

Schön und prächtig,

Groß und mächtig,

Reich an Gaben,

Hoch und wundervoll erhaben.

2.

O Kleinod, dem kein Kleinod gleicht,

Sohn Gottes, den kein Lob erreicht,

Vom Vater uns gegeben!

Mein Herz zerfließt in deinem Ruhm;

Dein süßes Evangelium

ist lauter Geist und Leben.

Dich, dich

Will ich

Ewig fassen,

Nimmer lassen;

Brod des Lebens,

Dein begehr’ ich nicht vergebens.

3.

Geuß sehr tief in mein Herz hinein,

Du Gottesglanz und Himmelsschein,

Die Flammen deiner Liebe;

Und stärk mich, dass ich ewig bleib’,

O Herr, ein Glied an Deinem Leib

In frischem Lebenstriebe!

Nach dir

Wallt mir

Mein Gemüthe,

Ew’ge Güte,

Bis es findet

Dich, deß Liebe mich entzündet.

4.

Von Gott kommt mir ein Freudenlicht,

Wenn mich dein heilig Angesicht

Mit Freundlichkeit anblicket.

O Herr Jesu, mein trautes Gut!

Dein Wort, dein Geist, dein Leib und Blut

Mich innerlich erquicket.

Nimm mich

Freundlich

In die Arme!

Ich erwarme

Nur von Gnaden;

Auf dein Wort komm ich geladen.

5.

Herr Gott Vater, du starker Held!

Du hast mich ewig vor der Welt

In deinem Sohn geliebet;

Dein Sohn hat sich mit mir vertraut;

Mein Herz auf ihn mit Freuden schaut,

In dem mich nichts betrübet.

Preis dir!

Heil mir!

Himmlisch Leben

Wird er geben

Mir dort oben;

Ewig soll mein Herz ihn loben.

6.

Spielt unserm Gott mit Saitenklang,

Und lasst den süßesten Gesang

Ganz freudenreich erschallen!

Ich will mit meinem Jesus heut

Und morgen und in Ewigkeit

In steter Liebe wallen!

Singet,

Klinget,

Jubilieret,

Triumphieret!

Dankt dem Herren,

Ihm, dem König aller Ehren!

7.

Wie freu’ ich mich, Herr Jesu Christ,

Daß du der Erst’ und Letzte bist,

Der Anfang und das Ende!

Du, der sein Leben für mich ließ,

Nimmst mich einst in dein Paradies;

Drauf fass’ ich deine Hände.

Amen,

Amen!

Komm, o Sonne,

Meine Wonne,

Bleib nicht lange,

Dass ich ewig dich umfange!
Evangelisches Gesangbuch

Wie schön leuchtet der Morgenstern

voll Gnad und Wahrheit von dem Herrn,

die süße Wurzel Jesse. a)

Du Sohn Davids aus Jakobs Stamm,

mein König und mein Bräutigam,

hast mir mein Herz besessen; b)

lieblich,

freundlich,

schön und herrlich, c)

groß und ehrlich, d)

reich an Gaben,

hoch und sehr prächtig e) erhaben.

2.

Ei f) meine Perl, du werte Kron,

wahr‛ Gottes und Marien Sohn,

ein hochgeborner König! g)

Mein Herz heißt dich ein Himmelsblum; h)

dein süßes i) Evangelium

ist lauter Milch und Honig. j)

Ei mein

Blümlein, k)

Hosianna!

Himmlisch Manna,

das wir essen,

deiner kann ich nicht vergessen.

3.

Gieß sehr tief in das l) Herz hinein,

du leuchtend Kleinod, edler Stein,

mir deiner Liebe Flamme, m)

daß ich, o Herr, ein Gliedmaß bleib n)

an deinem auserwählten Leib, o)

ein Zweig an deinem Stamme. p)

Nach dir

wallt q) mir

mein Gemüte,

ewge Güte,

bis es findet

dich, des Liebe mich entzündet.

4.

Von Gott kommt mir ein Freudenschein,

wenn du mich mit den Augen dein

gar freundlich tust anblicken.

Herr Jesu, du mein trautes Gut,

dein Wort, dein Geist, dein Leib und Blut

mich innerlich erquicken.

Nimm mich

freundlich

in dein Arme

und erbarme

dich in Gnaden;

auf dein Wort komm ich geladen.

5.

Herr Gott Vater, mein starker Held,

du hast mich ewig vor der Welt

in deinem Sohn geliebet.

Dein Sohn hat mich ihm selbst vertraut, r)

er ist mein Schatz, s) ich seine Braut,

drum mich auch nichts betrübet.

Eia,

eia, t)

himmlisch Leben

wird er geben

mir dort oben;

ewig soll mein Herz ihn loben.

6.

Zwingt die Saiten in Cythara u)

und laßt die süße Musika

ganz freudenreich erschallen,

daß ich möge mit Jesulein, v)

dem wunderschönen Bräut’gam mein, w)

in steter Liebe wallen.

Singet,

springet,

jubilieret,

triumphieret,

dankt dem Herren;

groß ist der König der Ehren.

7.

Wie bin ich doch so herzlich froh,

daß mein Schatz x) ist das A und O,

der Anfang und das Ende.

Er wird mich doch zu seinem Preis

aufnehmen in das Paradeis;

des klopf y) ich in die Hände.

Amen,

Amen,

komm, du schöne

Freudenkrone,

bleib z) nicht lange;

deiner wart ich mit Verlangen.
Mennonitisches Gesangbuch

Wie schön leuchtet der Morgenstern

voll Gnad und Wahrheit von dem Herrn,

aus Juda aufgegangen.

O guter Hirte, Davids Sohn,

mein König auf dem Gnadenthron,

hast mir mein Herz umfangen.

Lieblich,

freundlich,

schön und prächtig,

groß und mächtig,

reich an Gaben,

hoch und wunderbar erhaben.

2.

O gieße tief ins Herz hinein,

du Gottesglanz und Himmelsschein,

die Flamme deiner Liebe.

Durchdring mich, dass ich ewig bleib,

o Herr, ein Glied an deinem Leib

in frischem Lebenstriebe.

Nach dir

steht mir

mein Gemüte,

ewge Güte,

bis es findet

dich, des Liebe mich entzündet

3.

Von Gott kommt mir ein Freudenschein,

wenn du mich mit den Augen dein

gar freundlich tust anblicken.

Herr Jesu, du mein trautes Gut,

dein Wort, dein Geist, dein Leib und Blut

mich innerlich erquicken.

Nimm mich

freundlich

in die Arme

und erbarme

dich in Gnaden;

auf dein Wort komm ich geladen.

4.

Spielt unserm Gott mit Saitenklang

und lasst den lieblichsten Gesang

ganz freudenreich erschallen.

Ich will mit meinem Jesus Christ,

der mir mein Ein und Alles ist,

in steter Liebe wallen.

Singet,

springet,

jubilieret,

triumphieret,

dankt dem Herren.

Groß ist der König der Ehren.

5.

Wie bin ich doch so herzlich froh,

dass Christus ist das A und O,

der Anfang und das Ende.

Er wird mich doch zu seinem Preis

aufnehmen in das Paradeis;

des klatsch ich in die Hände.

Amen,

amen,

komm, o Sonne,

meine Wonne,

säum nicht lange;

deiner wart ich mit Verlangen.
Anmerkungen:
  
Auf katholischer Seite war das Lied Bestandteil der Sammlung Kirchenlied (1938) sowie der Einheitslieder der nordwestdeutschen Bistümer (1949).
Für das Gotteslob wurde jedoch eine völlig neue, stärker am Original von Nicolai orientierte Textbearbeitung geschaffen (GLalt 554 – wobei die Bistümer Aachen und Köln, jeweils als GLalt 939, zusätzlich auch ihren bisherigen Text beibehielten –; GL 357). Diese Fassung wurde von der Arbeitsgemeinschaft für ökumenisches Liedgut in ihre Gemeinsamen Kirchenlieder (1973) übernommen.
Das Evangelische Gesangbuch (EG 70) blieb aber weitestgehend bei der näher an Nicolais Urtext stehenden Version des Evangelischen Kirchengesangbuchs. Auch das Evangelisch-Lutherische Kirchengesangbuch² der SELK (ELKG² 391) hat die Fassung des EG übernommen. Deswegen werden die Fassungen in den Gesangbüchern als nur teilweise ökumenisch gekennzeichnet (Sigel „(ö)“; nur Str. 4 stimmt völlig überein).
In der Schweiz dient nicht die Fassung der AÖL, sondern die des RKG (1952), die zum Teil auf der von Albert Knapp beruht, als Reformierten und Katholiken gemeinsamer Text (RG 653; KG 194). Im Vorgänger des KG, dem KGB (1966), war das Lied nicht enthalten.
Übernommen wurde der AÖL-Text dagegen in das altkatholische Gesangbuch Eingestimmt (E 463).
Der Choral findet sich ferner im Mennonitischen Gesangbuch (MG 279).

## Textbearbeitungen
Wie die Melodie, so hat auch der markant strukturierte Text bis heute überaus zahlreiche Bearbeitungen, Abwandlungen und Parodien erfahren. Als ein Beispiel moralisch-rationalistischer Reduktion dieses erotisch-spirituellen Kunstwerkes ist die Fassung Johann Adolf Schlegels angeführt. Als weitere Beispiele können genannt werden:
- Wie schön leuchten die Aeugelein, Parodie, 17. Jh.[6]
- Wie schön leuchtet der Wunden-stern, Nikolaus Ludwig Graf von Zinzendorf, 1735[7]
- Wie leuchtet uns der Morgenstern, Friedrich Gottlieb Klopstock, 1773[8]
- Wie schön leuchtet der Morgenstern, Albert Knapp, 1832,[4] Nr. 544 in der württembergischen Ausgabe des Evangelischen Gesangbuchs.
- Wie schön leucht uns der Morgenstern, Burchardt Wiesenmayer, 1893[9]

## Melodie
Die von Nicolai geschaffene Melodie passt sich der ersten Textstrophe an. Ihre Spitzentöne treffen auf die sinntragenden, emphatisch-bildhaften Wortteile. Die Länge der Strophen wird durch Rhythmuswechsel aufgelockert, insbesondere durch die synkopische bzw. dreiertaktige Rhythmisierung der dritten Zeile des Stollens. Wirkungsvoll ist auch der Wechsel vom auftaktigen zum volltaktigen Zeilenbeginn in der Strophenmitte.

## Musikalische Bearbeitungen
Nicolais freirhythmische Melodie ist in der Singpraxis und in den Gesangbüchern oft vereinfacht worden. Den Bearbeitungen des Barock und der Romantik liegt in der Regel eine viervierteltaktige Version zu Grunde. Aber schon das Deutsche Evangelische Kirchen-Gesangbuch (1854) und dann das Deutsche Evangelische Gesangbuch (1915) kehrten zur Originalfassung zurück.
Johann Sebastian Bach komponierte zunächst als Jugendlicher in Arnstadt ein Choralvorspiel für Orgel BWV 739. Er verwendete dann in Weimar die vierte Strophe des Liedes als Teil seiner Kantate Erschallet, ihr Lieder, erklinget, ihr Saiten! sowie den Abgesang der letzten Strophe als Schluss der Kantate Nun komm, der Heiden Heiland und schrieb schließlich in seiner Leipziger Zeit die Choralkantate Wie schön leuchtet der Morgenstern, BWV 1. Der Vorgänger Bachs im Leipziger Thomaskantorat, Johann Kuhnau, schrieb auch eine Kantate über den Choral.
- Michael Praetorius komponierte ebenfalls eine Choralkantate über Wie schön leuchtet der Morgenstern (in: Gesamtausgabe, XX).[14]
- Dietrich Buxtehude (1637–1707) setzte es in der Choral-Fantasie für Orgel Wie schön leuchtet der Morgenstern BuxWV 223 um.
- Christian Geist (1640–1711) setzte den Text für Sopran, zwei Violinen, Viola da gamba und basso continuo.
- Wilhelm Friedemann Bach schrieb eine Kantate Wie schön leuchtet der Morgenstern (F 82).
- Felix Mendelssohn Bartholdy (1809–1847) verfasste einen Choralsatz als Teil seines unvollendeten Oratoriums Christus.
- Niels Gade (1817–1890) und andere schrieben Choralvorspiele für Orgel mit diesem Titel.
- Max Reger schuf die Phantasie über den Choral „Wie schön leucht’ uns der Morgenstern“ op. 40,1.
- Von Georg Schumann existiert eine Bearbeitung für gemischten Chor a cappella (op. 71 Nr. 1, 1921) zu fünf Stimmen, die aber alle über weite Strecken geteilt werden, so dass in der Praxis ein zehnstimmiger Chor gebraucht wird.

Das dritte Weihnachtslied Die Könige (2. Fassung von 1870) aus dem Opus 8 von Peter Cornelius (1824–1874), das in drei Strophen das Erscheinen der Heiligen Drei Könige an der Weihnachtskrippe in Bethlehem am Tag Epiphanie beschreibt, verwendet den Choral als Klavierbegleitung zu einer völlig eigenständigen Liedmelodie für Sologesang.
Ernst Pepping (1901–1981) schrieb 1933 eine Partita über den Choral „Wie schön leuchtet der Morgenstern“.
Die erste Strophe wird in der Komposition für Streichorchester, Hale Bopp von Graham Waterhouse, die vom Großen Kometen des Jahres 1997 inspiriert wurde, von einem Knabensopran gesungen.
Naji Hakim komponierte 2008 Wie schön leuchtet der Morgenstern, Variationen für Oboe (Flöte, Violine) und Orgel.
Im Jahr 2000 wurden elf dieser Werke von Torsten Laux auf einer Orgel-CD eingespielt.

## Übersetzungen
Ins Dänische übersetzt „Af højheden oprunden er en morgenstjerne klar og skær…“ von Hans Christensen Sthen (?) [d. h. Übersetzer ungewiss; 1544 – 1610; Pfarrer in Helsingør und Malmö {damals dänisch}], ca. 1600 [!]; bearbeitet von Nikolai Frederik Severin Grundtvig 1835 und 1837; übernommen in das dänische Kirchengesangbuch Den Danske Salmebog, Kopenhagen 1953, Nr. 87 (Übersetzer „Sthen“ mit Fragezeichen), und in: Den Danske Salmebog, Kopenhagen 2002, Nr. 106 (übersetzt von Sthen ohne Fragezeichen).